# Карпач
Карпач (пол. Karpacz, нім. Krummhübel) — місто в південно-західній Польщі, біля підніжжя гори Снєжка, на річці Ломниця.

## Загальна інформація
Належить до Карконоського повіту Нижньосілезького воєводства.
Місто відоме з 16-го сторіччя як селище золотошукачів і авантюристів. Карпач розташований в самому високому гірському регіоні Польщі, на кордоні з Чехією, – в горах Крконоше.
Гори були названі на честь казкового велетня Карконоше, який за легендою є стражем місцевої невинно-чистої природи. Ніби на підтвердження легенди – більшу частину території гір Карконоше займає Національний парк.
Місто Карпач знаходиться на висоті 485-890 м. На південь, біля кордону з Чехією, на місто велично дивиться гора Снєжка (1 602 м) – найвища гора в окрузі. З її вершини відкривається чудовий вид на весь край.
Це невелике містечко тягнеться вздовж дороги довжиною 10 км. Карпач складається з двох частин: Карпач Дольний (Нижній Карпач), де розташована більшість готелів, пансіонатів і ресторанів, і Карпач Гурни (Верхній Карпач), де знаходяться будинки відпочинку. 

## Демографія
Демографічна структура станом на 31 березня 2011 року:
|          | Загалом | Допрацездатний вік | Працездатний вік | Постпрацездатний вік |
| -------- | ------- | ------------------ | ---------------- | -------------------- |
| Чоловіки | 2353    | 377                | 1732             | 244                  |
| Жінки    | 2673    | 364                | 1687             | 622                  |
| Разом    | 5026    | 741                | 3419             | 866                  |

## Зовнішні посилання
- www.karpacz.net [Архівовано 14 травня 2020 у Wayback Machine.]

| Польща | Це незавершена стаття з географії Польщі. Ви можете допомогти проєкту, виправивши або дописавши її. |